# Lónguida
Lónguida (em castelhano) ou Longida (em basco) é um município da Espanha na província e comunidade foral (autónoma) de Navarra. Tem 90,85 km² de área e em 2021 tinha 280 habitantes (densidade: 3,1 hab./km²).

## Demografia
| Variação demográfica do município entre 1991 e 2004 | Variação demográfica do município entre 1991 e 2004 | Variação demográfica do município entre 1991 e 2004 | Variação demográfica do município entre 1991 e 2004 |
| --------------------------------------------------- | --------------------------------------------------- | --------------------------------------------------- | --------------------------------------------------- |
| 1991                                                | 1996                                                | 2001                                                | 2004                                                |
| 316                                                 | 288                                                 | 294                                                 | 307                                                 |